# San Kristobal
San Kristobal (en castellà San Cristóbal) és un barri de la ciutat de Vitòria (Àlaba). Té una població de 7.040 habitants (2008). Està estructurat al voltant de l'església de San Kristobal i situat al costat de la via del tren que separa el barri d'Adurtza de la zona universitària.